# Uボート戦闘章 (1939年)
Uボート戦闘章(ユーボートせんとうしょう、ドイツ語: U-Boot-Kriegsabzeichen)は、ドイツの勲章。

## 概要
元々Uボート戦闘章は第一次世界大戦中に制定された勲章であった。そのため、ナチス政権下で制定されたUボート戦闘章はその時のものを復活させたことになる。

## 条件
Uボート戦闘章を受ける最低条件は2回以上の任務に就くことであった。Uボート乗組員は頻繁に出撃するわけではなく、陸軍の歩兵突撃章などと比べると格段に期間が長く、条件も容易であるかのように見える。だが、連合国側の航空機や軍艦が常にUボートを捜索しており、たった一回の出撃でも無事でいられる保証はなかったため受章は難しかった。
それ以外にも、任務中に負傷した場合でも受章できた。また、戦死した場合は近親者に贈られた。

## 等級

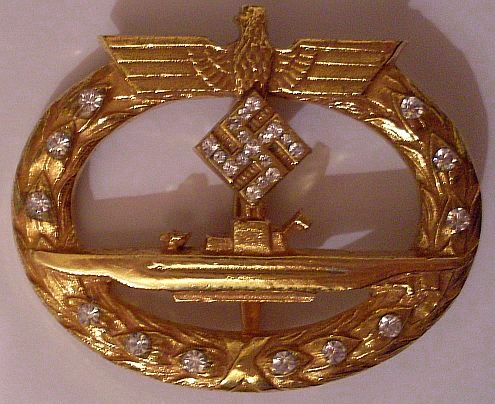
デーニッツのために制定された特等ダイヤモンド付Uボート戦闘章

Uボート戦闘章には2等級設けられていた。

### Uボート戦闘章
2回以上出撃すると受けられる章。ただし、極めて優秀な戦功を上げたUボートの艦長であれば1回の出撃でも受章できた。

### ダイヤモンド付Uボート戦闘章
ダイヤモンド付Uボート戦闘章はすでに柏葉付騎士鉄十字章を受章している者に与えられた。ダイヤモンド付章に関しては詳しい受章規定がなく、あくまで名誉章としての位置づけであった。
また、カール・デーニッツについてはダイヤモンド付Uボート戦闘章よりも上の等級である特等ダイヤモンド付Uボート戦闘章が特別に制定され、贈られている。この章を受章したのはデーニッツただ一人である。